# Henri Brisson
Eugène Henri Brisson (Bourges, 1835. július 31. – Párizs, 1912. április 14.) francia politikus, Franciaország miniszterelnöke 1885-ben.

## Élete
Apja ügyvéd volt és maga is 1859-ben mint ügyvéd telepedett le Párizsban. 1867-ben Paul-Armand Challemel-Lacour és François Allain-Targé társaságában a Revue politique című lapot indította meg, amelyet a császári kormány nemsokára betiltott. 1870. szeptember 4-én Párizs polgármesterének titkárává nevezték ki. 1871-ben Párizs egyik kerületében a nemzetgyűlés tagjává választották, ahol a szélsőbalpárthoz csatlakozott. 1876-tól tagja volt a képviselőkamarának, ahol az Union républicaine-hez csatlakozott, melynek elnöke is lett. 1879-ben megválasztották a kamara másodelnökévé; amikor pedig Gambetta 1881 novemberében miniszterelnök lett, Brisson-t választották meg helyébe a képviselőkamara elnökévé.
1885. március 30-án (Ferry bukása után) minisztériumot alkotott, melyben az elnökséget és igazságügyi tárcát elvállalta, de amikor a kormány a Tonkin és Madagaszkár okkupációjához szükséges póthitel kérdésében csak 273:267 szavazattal győzött, december 29-én leköszönt. Ezután a kamarában a tengerészeti tárca előadójának szerepére szorítkozott.
Nagyobb működési tere nyílt a Jules Delahaye által 1892. november 21-én felvetett Panama-botrányban, amennyiben a kamara őt választotta a 33 tagú vizsgálóbizottság elnökének. E minőségében kemény tusákat kellett vívnia Floquet és Bourgeois miniszterekkel, akik a kamara ismételt határozatai ellenében is akadályt gördítettek a vizsgálat szabad folyásának. November 28-án Brisson azt indítványozta, hogy a kormány Reinach báró tetemének boncolását elrendelje, amit Ricard miniszter ellenzett. Brisson a decemberben kinevezett Ribot–Bourgeois-minisztériummal is ellenséges lábra helyezkedett, mert Bourgeois nem akart Baihaut volt miniszter és öt képviselőnek elfogatásába beleegyezni. Brisson ezért felszólalt és a minisztérium csak hat szavazatnyi többséggel győzött.
1893. február 15-én a vizsgálóbizottság Brisson-t bízta meg azzal a kényes kérdéssel, hogy a vizsgálatról a kamarában beszámoljon, március 12-én pedig, amikor Brisson a bizottság elé gördített akadályok miatt lemondott posztjáról, egyhangúlag bizalmat szavazott elnökének, mire Brisson lemondását visszavonta. Midőn Brisson mint a tengerészeti tárca előadója a Cavaignac minisztertől követelt póthitelt február 27-én ellenezte, a kamara többsége Brisson indítványát fogadta el, aminek következményeként Cavaignac leköszönt és Auguste Burdeau foglalta el helyét.
1898. június 28. és november 1. között ismét miniszterelnök és egyúttal belügyminiszter is volt.

## Kapcsolódó szócikk
- Franciaország miniszterelnökeinek listája